# Вильянуэва, Энтони
Э́нтони Вильянуэ́ва (англ. Anthony Villanueva; 18 марта 1945 — 13 мая 2014) — филиппинский боксёр полулёгкой весовой категории, выступал за сборную Филиппин в середине 1960-х годов. Серебряный призёр летних Олимпийских игр в Токио, участник многих международных турниров и национальных первенств. В период 1965—1975 изредка боксировал на профессиональном уровне, но существенных достижений на этом поприще не добился.

## Биография
Активно заниматься боксом начал в раннем детстве под руководством собственного отца Хосе, в прошлом тоже известного боксёра, бронзового призёра Олимпийских игр 1932 года в Лос-Анджелесе. Благодаря череде удачных выступлений на отборочных соревнованиях удостоился права защищать честь страны на летних Олимпийских играх 1964 года в Токио — в полуфинале со счётом 4:1 победил американца Чарльза Брауна, но в решающем матче 2:3 проиграл советскому боксёру Станиславу Степашкину.
Завоевав серебряную олимпийскую медаль, решил попробовать себя среди профессионалов и покинул сборную. Его профессиональный дебют состоялся в октябре 1965 года, своего первого соперника японца Сигэо Нирасаву он победил по очкам в десяти раундах. Тем не менее, эта победа оказалась единственной в его послужном списке, далее последовали три поражения, а один матч был признан несостоявшимся. После завершения спортивной карьеры в 1975 году работал охранником в консульстве Филиппин в Нью-Йорке. В 2000 году был включен в число лучших филиппинских боксёров тысячелетия.
Скончался 13 мая 2014 года после продолжительной болезни, во сне, в возрасте 69 лет.